# Campeonato Panamericano de Judo de 2019
El XLIV Campeonato Panamericano de Judo se celebró en Lima (Perú) entre el 25 y el 28 de abril de 2019 bajo la organización de la Confederación Panamericana de Judo.
En total se disputaron catorce pruebas diferentes, siete masculinas y siete femeninas.

## Resultados

### Masculino
| Evento  | Oro                             | Plata                       | Bronce                                                           |
| ------- | ------------------------------- | --------------------------- | ---------------------------------------------------------------- |
| –60 kg  | Lenin Preciado · Ecuador        | Eric Takabatake · Brasil    | Roberto Almenares · Cuba · Steven Morocho · Ecuador              |
| –66 kg  | Daniel Cargnin · Brasil         | Juan Postigos · Perú        | Orlando Polanco · Cuba · Jacob Valois · Canadá                   |
| –73 kg  | Magdiel Estrada · Cuba          | Arthur Margelidon · Canadá  | Antoine Bouchard · Canadá · Sergio Mattey · Venezuela            |
| –81 kg  | Antoine Valois-Fortier · Canadá | Étienne Briand · Canadá     | Eduardo Yudi Santos · Brasil · Jack Hatton · Estados Unidos      |
| –90 kg  | Iván Felipe Silva · Cuba        | Rafael Macedo · Brasil      | Zachary Burt · Canadá · Robert Florentino · República Dominicana |
| –100 kg | Shady El Nahas · Canadá         | Leonardo Gonçalves · Brasil | Thomas Briceño · Chile · Liester Cardona · Cuba                  |
| +100 kg | Rafael Carlos da Silva · Brasil | David Moura · Brasil        | Andy Granda · Cuba · Francisco Solís · Chile                     |

### Femenino
| Evento | Oro                                  | Plata                             | Bronce                                                           |
| ------ | ------------------------------------ | --------------------------------- | ---------------------------------------------------------------- |
| –48 kg | Paula Pareto Argentina               | Nathália Brígida · Brasil         | Edna Carrillo · México · Vanesa Godines Alemán · Cuba            |
| –52 kg | Larissa Pimenta · Brasil             | Angelica Delgado Estados Unidos   | Brillith Gamarra · Perú · Sarah Menezes · Brasil                 |
| –57 kg | Christa Deguchi · Canadá             | Rafaela Silva · Brasil            | Anailis Dorvigni · Cuba · Ana Rosa García · República Dominicana |
| –63 kg | Catherine Beauchemin-Pinard · Canadá | Maylín del Toro · Cuba            | Estefanía García · Ecuador · Hannah Martin · Estados Unidos      |
| –70 kg | María Pérez Puerto Rico              | Maria de Lourdes Portela · Brasil | Kelita Zupancic · Canadá · Elvismar Rodríguez · Venezuela        |
| –78 kg | Mayra Aguiar · Brasil                | Kaliema Antomarchi · Cuba         | Lucía Cantero Argentina Nefeli Papadakis Estados Unidos          |
| +78 kg | Idalys Ortiz · Cuba                  | Maria Altheman · Brasil           | Melissa Mojica · Puerto Rico · Beatriz Souza · Brasil            |

## Medallero
| Núm. | País                 | Oro | Plata | Bronce | Total |
| ---- | -------------------- | --- | ----- | ------ | ----- |
| 1    | Brasil               | 4   | 8     | 3      | 15    |
| 2    | Canadá               | 4   | 2     | 4      | 10    |
| 3    | Cuba                 | 3   | 2     | 6      | 11    |
| 4    | Ecuador              | 1   | 0     | 2      | 3     |
| 5    | Argentina            | 1   | 0     | 1      | 2     |
| 5    | Puerto Rico          | 1   | 0     | 1      | 2     |
| 7    | Estados Unidos       | 0   | 1     | 3      | 4     |
| 8    | Perú                 | 0   | 1     | 1      | 2     |
| 9    | Chile                | 0   | 0     | 2      | 2     |
| 9    | República Dominicana | 0   | 0     | 2      | 2     |
| 9    | Venezuela            | 0   | 0     | 2      | 2     |
| 12   | México               | 0   | 0     | 1      | 1     |
|      | TOTAL                | 14  | 14    | 28     | 56    |